# Бумер (Западна Вирџинија)
Бумер (енгл. Boomer) насељено је место без административног статуса у америчкој савезној држави Западна Вирџинија.

## Демографија
По попису из 2010. године број становника је 615.
| Група             | 2000.    | 2010.       |
| Белци             | 0 (0,0%) | 524 (85,2%) |
| Афроамериканци    | 0 (0,0%) | 73 (11,9%)  |
| Азијати           | 0 (0,0%) | 1 (0,2%)    |
| Хиспаноамериканци | 0 (0,0%) | 4 (0,7%)    |
| Укупно            | 0        | 615         |